# Sárgáshomlokú pókmajom
A sárgáshomlokú pókmajom (Ateles belzebuth) az emlősök (Mammalia) osztályának a főemlősök (Primates) rendjéhez, ezen belül a pókmajomfélék (Atelidae) családjához tartozó faj.

## Előfordulása
Brazília, Kolumbia, Ecuador, Peru és Venezuela területén honos.

## Külső hivatkozások
- Képek az interneten a fajról